# Prevenzione primaria
La prevenzione primaria in medicina è la forma principale di prevenzione e comprende gli interventi destinati ad ostacolare l’insorgenza delle malattie combattendo le cause e i fattori predisponenti. L'intervento mira a cambiare abitudini e comportamenti scorretti.
La prevenzione primaria è una serie di comportamenti, regole e stili di vita tesi a far sì che quella patologia non si manifesti, né nel presente né nel futuro, evitandone l’insorgenza grazie alla messa in atto di comportamenti volti ad esempio a impedirne lo sviluppo.
Spesso la prevenzione viene confusa con la profilassi e gli esami diagnostici o con la diagnosi precoce. Scoprire di avere una patologia però, non è prevenzione primaria, è solo la certificazione della presenza di una patologia in essere.
L'OMS nel suo Rapporto del 2018 sulla salute in Italia afferma che fino al 91% dei decessi sono da attribuire a malattie legate allo stile di vita, causate dalla mancanza di prevenzione primaria; queste malattie si chiamano NCD, ovvero malattie non trasmissibili.